# Середньозахідний регіон (Непал)
Середньозахідний регіон (неп. मध्य पश्चिमाञ्चल विकास क्षेत्र) — колишній регіон Непалу з центром у місті Бірендранагар.
Включав три зони:
- Бхері
- Карналі
- Рапті

## Географія
Регіон межував із Далекозахідним регіоном Непалу (на заході), Західним регіоном (на сході), індійським штатом Уттар-Прадеш (на півдні), і Тибетським автономним районом КНР (на півночі).
Площа регіону складала 42378 км². Населення за даними перепису 2011 року — 3546682 людини.